# Zunheboto
Zunheboto es una ciudad situada en el distrito de Zunheboto en el estado de Nagaland (India). Su población es de 22633 habitantes (2011). En la ciudad se encuentra la mayor iglesia bautista de Asia.

## Demografía
Según el censo de 2011 la población de Zunheboto era de 22633 habitantes, de los cuales 11715 eran hombres y 10918 eran mujeres. Zunheboto tiene una tasa media de alfabetización del 93,83%, superior a la media estatal del 79,55%: la alfabetización masculina es del 94,89%, y la alfabetización femenina del 92,68%.

## Clima
| Parámetros climáticos promedio de Zünheboto | Parámetros climáticos promedio de Zünheboto | Parámetros climáticos promedio de Zünheboto | Parámetros climáticos promedio de Zünheboto | Parámetros climáticos promedio de Zünheboto | Parámetros climáticos promedio de Zünheboto | Parámetros climáticos promedio de Zünheboto | Parámetros climáticos promedio de Zünheboto | Parámetros climáticos promedio de Zünheboto | Parámetros climáticos promedio de Zünheboto | Parámetros climáticos promedio de Zünheboto | Parámetros climáticos promedio de Zünheboto | Parámetros climáticos promedio de Zünheboto | Parámetros climáticos promedio de Zünheboto |
| Mes                                         | Ene.                                        | Feb.                                        | Mar.                                        | Abr.                                        | May.                                        | Jun.                                        | Jul.                                        | Ago.                                        | Sep.                                        | Oct.                                        | Nov.                                        | Dic.                                        | Anual                                       |
| ------------------------------------------- | ------------------------------------------- | ------------------------------------------- | ------------------------------------------- | ------------------------------------------- | ------------------------------------------- | ------------------------------------------- | ------------------------------------------- | ------------------------------------------- | ------------------------------------------- | ------------------------------------------- | ------------------------------------------- | ------------------------------------------- | ------------------------------------------- |
| Temp. máx. abs. (°C)                        | 23.5                                        | 25.0                                        | 29.1                                        | 32.2                                        | 33.9                                        | 30.5                                        | 33.1                                        | 31.1                                        | 31.0                                        | 31.5                                        | 29.5                                        | 26.0                                        | 33.9                                        |
| Temp. máx. media (°C)                       | 16.6                                        | 17.9                                        | 22.1                                        | 24.1                                        | 24.4                                        | 24.9                                        | 25.0                                        | 25.4                                        | 25.0                                        | 23.4                                        | 20.6                                        | 17.7                                        | 22.2                                        |
| Temp. mín. media (°C)                       | 8.1                                         | 9.3                                         | 12.7                                        | 15.6                                        | 16.9                                        | 18.1                                        | 18.8                                        | 18.9                                        | 18.1                                        | 16.6                                        | 13.1                                        | 9.4                                         | 14.6                                        |
| Temp. mín. abs. (°C)                        | 1.0                                         | 2.3                                         | 4.0                                         | 5.0                                         | 10.0                                        | 9.4                                         | 7.8                                         | 8.3                                         | 8.9                                         | 5.0                                         | 3.1                                         | 2.8                                         | 1.0                                         |
| Lluvias (mm)                                | 11.7                                        | 35.4                                        | 47.6                                        | 88.7                                        | 159.2                                       | 333.8                                       | 371.8                                       | 364.0                                       | 250.1                                       | 126.0                                       | 35.2                                        | 7.8                                         | 1831.3                                      |
| Días de lluvias (≥ 1 mm)                    | 2.0                                         | 3.9                                         | 5.8                                         | 12.2                                        | 16.9                                        | 23.1                                        | 24.6                                        | 22.9                                        | 19.1                                        | 10.7                                        | 3.6                                         | 1.4                                         | 146.2                                       |
| [cita requerida]                            |                                             |                                             |                                             |                                             |                                             |                                             |                                             |                                             |                                             |                                             |                                             |                                             |                                             |